# The Girl in the Other Room
Albums de Diana Krall
Live in Paris
(2000) Christmas Songs
(2005)
The Girl in the Other Room est le huitième album de la chanteuse et pianiste de jazz Diana Krall. Il est sorti en 2004. Pour la première fois elle chante des chansons composées par son mari, Elvis Costello, et elle. L'album a atteint la 5e place au Royaume-Uni.

## La création de l'album
Krall s'écarte des standard qu'elle chantait dans ses précédents albums pour choisir des paroliers récents comme Elvis Costello, Tom Waits, Joni Mitchell, et Chris Smither. Elle chante également la chanson de  Mose Allison, Stop This World.
Diana Krall a écrit avec Elvis Costello certaines des chansons. La chanteuse a déclaré au quotidien américain USA Today qu'auparavant elle avait voulu écrire ses propres compositions mais qu'elle avait manqué de confiance en elle : « J'ai commencé d'écrire quand j'étais étududiante mais je n'ai jamais eu l'assurance de continuer l'écriture de paroles à la hauteur. Je n'ai jamais rien fait d'aussi personnel..
Sur le site Internet de Verve Records, elle explique avec plus de détails comment elle a écrit les paroles: Composé musicalement par Krall seule, ces chansons marquent, pour les paroles, une collaboration avec son nouveau mari, Elvis Costello. Expliquant comment ils ont travaillé, Krall a dit:J'ai écrit la musique puis Elvis et moi avons parlé de ce que nous voulions dire. Je lui ai raconté des histoires et écrit des pages et des pages de réminiscences, de descriptions et d'images, et il les a mis dans des paroles resserrées. Pour Departure Bay, j'ai rédigé une liste de choses que j'aime au sujet de la maison, des choses dont j'ai réalisé qu'elles étaient différentes, même exotiques, maintenant que je suis loin ».
Departure Bay parle de sa ville natale de Nanaimo, en Colombie-Britannique et du premier Noël qu'elle a passé sans sa mère. L'avant dernière chanson de l'album, I'm Coming Through concerne aussi le décès de sa mère.

## Succès
L'album a atteint la 5e place au Royaume-Uni, il est apparu dans le Top 40 australien. Temptation a gagné la première place du World Jazz Charts, qui concerne les États-Unis, l'Allemagne, la France, le Japon et la Chine. En France il est arrivé à la deuxième place, à la 7e en Suisse, à la troisième en Autriche et à la quatrième en Suède.

## Liste des chansons
1. Stop This World (Mose Allison)
2. The Girl In The Other Room (Diana Krall / Elvis Costello)
3. Temptation (Tom Waits)
4. Almost Blue (Costello)
5. I've Changed My Address (musique : Krall, paroles : Costello / Krall)
6. Love Me Like A Man (Chris Smither)
7. I'm Pulling Through (Arthur Herzog) / Irene Kitchings)
8. Black Crow (Joni Mitchell)
9. Narrow Daylight (musique : Krall, paroles : Costello / Krall)
10. Abandoned Masquerade (musique : Krall, paroles : Costello)
11. I'm Coming Through (musique : Krall, paroles : Costello / Krall)
12. Departure Bay (musique : Krall, paroles : Costello / Krall)

Au Japon et au Royaume-Uni, cet album compte deux titres supplémentaires: 
- I'll never be the same (Japon, Royaume-Uni)
- Sometimes I just freak out (Japon)

## Personnel
- Diana Krall : Voix, Piano
- Peter Erskine : Tambour pour "Stop This World", "Almost Blue", et les chansons 7 à 12
- Jeff Hamilton : Tambour poir "The Girl In The Other Room", "I've Changed My Address", et "Love Me Like A Man"
- Terri Lyne Carrington : Tambour pour "Temptation"
- Christian McBride : Bass on "Stop This World", "Temptation", "Almost Blue", and tracks 7 to 12
- John Clayton : guitare basse pour "The Girl In The Other Room", "I've Changed My Address", et "Love Me Like A Man"
- Neil Larsen : orgue Hammond pour "Temptation"
- Anthony Wilson : Guitare

- Enregistré par Al Schmitt aux Capitol Studios, Hollywood ainsi qu'au Avatar Studios, New York
- Avatar Studios Assistant : Brian Montgomery
- Capitol Studios Ingénieur ProTools : Steve Genewick
- Mixé par Al Schmitt aux Capitol Studios, Hollywood
- Masterisé par Robert Hadley et Doug Sax au The Mastering Lab, Los Angeles
- Coordinateur de production : Marsha Black
- Photographie : Mark Seliger
- Directeur artistique : Hollis King
- Photo de la quatrième de couverture du livret : DJ Hunter
- Conception : Isabelle Wong/Isthetic
- Production photo : Donna Ranieri
- Coordinateurs de la parution : John Newcott and Kelly Pratt